# Kostel vára
Kostel vára (horvátul:  Kostel, Kaštel, Kosmati grad, Kostel Petrapilosa, Raven, olaszul: Pietrapelosa, németül: Rauenstein, Wollenstein) egy vár romja Horvátországban, az Isztria megyei Buzethez tartozó Žonti határában. A helyiek várat Kostelnek hívják. Az olasz Petra Pilosa és Petrapoilose név „szőrös követ” jelent, mely abból ered, hogy a vár falait szinte mindig moha takarja, amely a magas páratartalom miatt az évszázadok során változó színben látható. Innen ered a Kosmati Kostel név, amely a latn és olasz név egyszerű fordítása. A közelmúltban a Kostel Petrapilosa hibrid név elterjedt a szerzők között.

## Fekvése
Žonti falutól délre, a Bračana folyó felett, másfél kilométerre északra a Mirna torkolatától egy magas sziklán található, 119 méterrel a tengerszint felett. Az 50027-es helyi útról lehet megközelíteni, amelyről egy kis aszfaltútra kell ráfordulni, mely tovább makadámútban folytatódik. 

## Története
Kostel már az őskortól kezdve emberi lakóhely volt. Találtak itt a bronzkorból és a vaskorból származó kerámiatöredékeket, valamint egy, az i. e. 600 körüli időből való vasból kovácsolt fegyvert. A bronzkorban ezen a területen illírek telepedtek le, és a dombok tetején falakkal körülvett településeket építettek. Ma az illír település teraszai csak az északi oldalon ismerhetők fel, míg az őskori település többi része a vár építésével eltűnt. A rómaiak 177 és 476 között uralkodtak itt. A környező mezőkön a római korból származó hamvasztási sírok találhatók, gazdag mellékletekkel. A késő ókorban a rómaiak erődöt építettek a sziklára, mely határvédő katonai őrállás volt. Építését a Római Birodalom belső és külső válsága által okozott növekvő általános bizonytalanság indokolta. Abban az időben ezek az erődök egyszerre voltak katonai és polgári létesítmények, mert egyúttal menedéket jelentettek a helyi lakosság és más részekről érkező menekültek számára. Az erőd valószínűleg a Claustra Alpium Iuliarumnak, a Júliai-Alpok és az Adriai-tenger közötti erődítések rendszerének a része volt, amely Forum Iuliitól (Cividale) Tergestig (Trieszt) és Emonától (Ljubljana) Tarsaticáig (Rijeka) húzódott. Feladata az volt, hogy védje az észak-itáliai területekre a Pannon-síkságról érkező utakat, ahonnan a 3. század és 7. század között a népvándorlás során gyakran betörtek. A rendszert Marcus Aurelius kezdte építeni, és az erődítmények rendszerét a 4. században kapcsolták össze. A rómaiak után az erődrendszer a bizánciak kezére került. 
A várnak a 8. század és a 11. század vége közötti történetéről keveset lehet tudni. Az isztriai római erődök egy része ebben az időszakban várossá, vagy középkori várrá fejlődött. Kostel első írásos említése a 10. századból származik, amikor Rodoald aquileai pátriárka Ruint a porecsi püspöknek adományozza. Az ajándékozási okirat 965-ből származik. A várat a szlávok rombolták le. Az Isztria területén a harcok elég gyakoriak voltak, ezért Kostel Petrapiloas is gyakran cserélt gazdát, egészen 1208-ig. Az aquileiai pátriárkák ezt követően a várat Vulginius de Petrapilosa nevű vazallusukra bízták, utódai pedig e nemesi család utolsó tagjának, Nicholas Petrapilosának 1352-ben bekövetkezett haláláig birtokolták, majd a vár ismét az aquileiai pátriárkák irányítása alá tartozott.
A pátriárka után a 15. században a vár a Velencei Köztársaság uralma alá került. A velenceiek híres hadvezére Tadde d'Este hódította meg. Amikor Nicolò Gravisi (Piranból) 1435-ben összeesküvést fedezett fel a Velencei Köztársaság ellen, Francesco Foscari dózse 1440-ben Kostel birtokával jutalmazta. Ezután a 19. századig, pontosan 1869-ig a Gravisi család birtoka volt. Közben a 17. század elején a vár leégett. Magát a várat nem állították helyre, de ennek ellenére a vár körül élet a 18. század végéig folytatódott. Az állandó lakosok többnyire katonák és esetenként a nemesség voltak. A vár belsejében a Szent Mária Magdolna templomban az utolsó istentiszteletet 1793-ban tartották. Ma romos, de így is Isztria legjobban megőrzött gótikus várai közé tartozik. Pazin után a második legnagyobb vár az Isztriai-félszigeten.

## A vár mai állapota
A kora középkorban az isztriai várak szerkezetükben hasonlóak voltak az Európában, különösen az Észak-Itáliában, Ausztriában és Bajorországban található épületekhez. Ezek egy erődített toronyból (donjona), udvarból, lakórészből (palota), melléképületekből (istállók, raktárak, ciszterna) és a külső erődítményekből (elővédek, árkok) állnak. A nyugati oldalon található a főbejárat. A főbejárattól az út a főtoronyba vezet, amelynek funkciója részben lakóhely volt. A torony védelme kettős védőfalból állt. Északon és nyugaton két udvart alakítottak ki, amelyeket a torony északnyugati sarkánál egy második bejárat kötött össze. Keleten, a harmadik ajtón áthaladva a Szent Mária Magdolna templomhoz érkezünk. 
A külső udvarból lépcső vezetett a fő lakóépületbe. Ez az épületkomplexum legjobban megőrzött épülete. Egy kisebb kőszikla tetején található, a vár központjának legnyugatibb nyugati sarkán és néhány méterre az erőd többi része fölé emelkedik. Falainak szélessége délen és keleten 2 méter volt, míg a többi oldalon legfeljebb 4 méter, így úgy tűnik, hogy ez a rész csak védelmi célokra szolgált. Az épület húsz méter magas, három emeletes, alaprajza szabálytalan ötszög. Az erőd külső öve nyugatról, északról és délről veszi körül a magot. A vár alaprajza követi a terepalakzatokat, ezért kelet-nyugati irányban hosszan elnyújtott.

## Fordítás
- Ez a szócikk részben vagy egészben  a   Kostel (Buzet) című horvát Wikipédia-szócikk ezen változatának fordításán alapul.  Az eredeti cikk szerkesztőit annak laptörténete sorolja fel. Ez a jelzés csupán a megfogalmazás eredetét és a szerzői jogokat jelzi, nem szolgál a cikkben szereplő információk forrásmegjelöléseként.